# Mittelbruch (Potsdam-Mittelmark)
Der Mittelbruch ist eine Bruchlandschaft auf der Havelinsel Töplitz im Landkreis Potsdam-Mittelmark.
Der Mittelbruch ist eine eiszeitliche Rinne zwischen dem Ort Neu-Töplitz, dem Speckberg bei Neu-Töplitz, dem Hasselberg bei Alt-Töplitz und dem Mühlenberg bei Alt-Töplitz und liegt somit fast zentral auf der Insel Töplitz, daher auch der Name Mittelbruch. Der Mittelbruch ist ein stark versumpfter, verwilderter und undurchdringlicher Wald. Darum konnte sich dort eine atemberaubende Flora und Fauna ansiedeln, viele Arten fanden hier ein sicheres Rückzugsgebiet. Das Gebiet steht unter Naturschutz. Der Grabenbruch bildet durch die Erhöhung des Ortes Neu-Töplitz, den Heidberg, den Hasselberg, den Mühlenberg und die Erhöhung des Ortes Alt-Töplitz eine eiszeitliche Rinne, die sich bis zum Seeken an der Havel hinstreckt.
Durch den Mittelbruch fließt der Speckgraben. Er entspringt in den Torfstichseen, welche sich ebenfalls im Mittelbruch befinden. Er mündet mit einer Schleuse in den Sacrow-Paretzer Kanal. Die Schleuse reguliert den Wasserhaushalt des Grabens und somit auch des Bruchs. Im Mittelbruch befinden sich sonst noch mehrere kleinere Teiche beziehungsweise geflutete ehemalige Torf- und Tonstiche. Dort wurde Torf und Ton abgebaut, jedoch nach der Abbauphase flutete das Grundwasser die gegrabenen Löcher und es entstanden kleine Teiche und Seen wie die Torfstichseen. Noch heute erkennt man Dämme innerhalb des Bruchs. Außerdem gewann man Holz aus dem schnellwachsenden Wald.
Infolge des Ausbaus des Sacrow-Paretzer Kanals, sollte zum Ausgleich der Mittelbruch renoviert werden, das heißt, der Speckgraben sollte von der jahrelangen Versumpfung befreit werden, ebenso die vielen Teiche innerhalb des Bruchs.
Koordinaten: 52° 26′ 24,2″ N, 12° 54′ 31,2″ O